# Magasfok
Magasfok (korábban Martinya, szlovénül: Martinje) falu Szlovéniában a Muravidéken, Péterhegy községhez tartozik.

## Fekvése
Muraszombattól 28 kilométerre északnyugatra, Felsőszölnökkel átellenben, a szlovén-magyar-osztrák hármashatár közelében fekszik. A szlovén 722-es számú út mentén helyezkedik el, amely út a magyarországi, Vasszentmihály-Felsőszölnök közti 7454-es út határon túli folytatása.

## Története
Első ismert írásos említése 1387-ből való "Martynye" néven, ekkor Dobra várának uradalmához tartozott. Dobrát 1387-ben kapja királyi adományként a Balog nembeli Felsőlendvai Széchy Miklós nádor. Az uradalomhoz tartozó falvak felsorolásánál Martinya is szerepel. Később a felsőlendvai uradalom része lett. A Széchy család fiágának kihalása után 1685-ban Felsőlendva új birtokosa Nádasdy Ferenc, Széchy Katalin férje lett. Ezután az uradalommal együtt egészen a 19. század második feléig a Nádasdyaké.
A 16. században itt is elterjedt a reformáció, 1627-ben Martinya a felsőszölnöki gyülekezethez tartozott. Az 1698-as egyházi vizitáció szerint azonban a gyülekezet már újra katolikus volt. Az 1778-as vizitáció feljegyzése szerint az itteni gyerekek Felsőszölnökre jártak iskolába. Martinyán 1860-ban már működött az iskola, melyet 1945-ben nyolc osztályossá bővítettek. 1914-ben Türkével együtt 134 tanuló járt ide.
Vályi András szerint "MARTINYA. Tót falu Vas Várm. földes Ura G. Nádasdi Uraság, lakosai többfélék, fekszik Martyánhoz közel, és annak filiája határjában szőleje, és fája tűzre elég van, de földgye soványas."
Fényes Elek szerint "Martinya, vindus falu, Vas vmegyében, a lendvai uradalomban, 132 kath. lak."
Vas vármegye monográfiája szerint "Magasfok, vend község 124 házzal és 707 r. kath. vallású lakossal. Postája Felső-Szölnök, távírója Szent-Gotthárd."
1888-ig "Martinya" néven szerepelt a térképeken, majd magyarosították Magasfokra. A szomszédos Türke községet is egyesítették vele. 1910-ben Magasfoknak immár Türkével együtt 825, túlnyomórészt szlovén lakosa volt. A trianoni békeszerződésig Vas vármegye Szentgotthárdi járásához tartozott. 1919-ben a Magyar Vörös Hadsereg egyik alakulata itt hatolt be, hogy a Vendvidéki Köztársaság központja Muraszombat ellen vonuljon. A köztársaságnak egyébként eddig a vonalig sikerült ellenőriznie a Vendvidék területét. 1919-ben mindkét falut a Szerb–Horvát–Szlovén Királysághoz csatolták, s az egyesítést megszüntették. 1941-ben ismét Magyarországhoz jutott, majd 1945 után véglegesen Jugoszlávia része lett. 1975-ben az iskola megszüntetése után a gyerekek Péterhegyre vagy Kuzmára járnak.1991 óta Magasfok a független Szlovén Köztársaság része.
1992-ben Göncz Árpád és Milan Kučan államfők új magyar-szlovén-osztrák határátkelőt nyitottak, ami a schengeni csatlakozásig működött. 102 fő lakja a 2002-es adatok szerint.

## Nevezetességei
- Jézus Szent Szíve és Mária Szeplőtelen Szíve tiszteletére szentelt kápolnája 1947-ben épült. 98 kg-os harangját Szent Antal tiszteletére szentelték.
- Magasfok határában található az Ezüst-hegy (404 m)

## Híres emberek
- A faluban élt Ivan Camplin plébános